# Hřbitov sovětských válečných zajatců (Borek)
Hřbitov sovětských válečných zajatců v Domašově se nachází v údolí Zaječího potoka v části obce Bělá pod Pradědem v okrese Jeseník. Hřbitov je kulturní památkou ČR a je veden v centrální evidenci válečných hrobů.

## Historie
V období druhé světové války byl v Domašově v lokalitě Borek v údolí Zaječího potoka zřízen Němci v roce 1941 vojenský zajatecký tábor. Zajatci pracovali v lesích. Z tábora se dochovaly zbytky základů vedle skladiště Prachárna (po válce muniční sklad) budova lesní správy. V okolí tábora bylo pohřbeno 18 sovětských zajatců, kteří zahynuli v období od listopadu do konce zimy 1941 na následky špatné stravy a epidemie skvrnitého tyfu. V roce 2011 došlo k úpravě hřbitova.

## Popis
Lesní Hřbitov sovětských válečných zajatců v Borku, který vznikl koncem padesátých let, má centrální pylon a pamětní desky se štítky, na kterých byla uvedena jména zemřelých zajatců. V roce 2011 byla provedena rekonstrukce hřbitova státním podnikem Lesy České republiky za částku 635 000 Kč.